# Чулда
Чулда — река в России, протекает по Солтонскому району Алтайского края. Устье реки теряется в болоте в 1 км восточнее реки Неня, на 128 километре её течения. Длина реки составляет 24 км.

## Данные водного реестра
По данным государственного водного реестра России относится к Верхнеобскому бассейновому округу, водохозяйственный участок реки — Бия, речной подбассейн реки — Бия и Катунь. Речной бассейн реки — (Верхняя) Обь до впадения Иртыша.